# Shay Mitchell
Shay Mitchell (* 10. dubna 1987 Mississauga, Kanada) je kanadská herečka a modelka. Nejvíce se proslavila rolí Emily Fields v televizním seriálu americké stanice Freeform Prolhané krásky (Pretty Little Liars) (2010–2017) a rolí Peach v thrillerovém seriálu Ty (2019).

## Životopis
Shay se narodila ve kanadském městě Mississauga. Je dcerou Precious Garcii a Marka Mitchella. Má filipínské, irské, skotské a španělské kořeny. Má mladšího bratra Seana. V 5 letech začala navštěvovat taneční lekce. V 10 letech se její rodina přestěhovala do Vancouveru, kde se připojila k modelingové agentuře. Navštěvovala Rockridge Secondary School a později West Vancouver Secondary School, kde odmaturovala.

## Kariéra
V dospívajícím věku se věnovala modelingové kariéře. Navštívila Bangkok, Hongkong a Barcelonu, později se však vrátila zpět do Toronta, kde studovala herectví. Poté, co podepsala smlouvu s agenturou objevila se v kanadském teenagerském seriálu Degrassi: The Next Generation a získala roli v několika reklamách. Objevila se v seriálu Rookie Blue a ve videoklipu jamajského rappera Seana Paula k písničce „Hold my Hand“. V roce 2010 se objevila ve čtyřech epizodách seriálu stanice Disney XD Aaron Stone jako roztleskávačka.
V prosinci 2009 byla obsazena do role Emily Fields v americkém televizním seriálu stanice Freeform Prolhané krásky, i přes to, že konkurz dělala na roli Spencer Hastings. V lednu 2011 podepsala kontrakt s Procter&Gamble a stala se tváří značky Pantene, pro jejich řadu přírodních šamponů. V roce 2016 získala roli ve hvězdně obsazeném filmu Svátek matek. V roce 2017 získala hlavní roli Peach v pilotním díle seriálu Ty.
V roce 2017 založila produkční společnost Amore & Vita Inc., s manažerem Davidem Deanem Portellim a podepsala smlouvu s Warner Bros. Television Group.

## Osobní život
Shay podporuje nadaci Somaly Mam Foundation. Spolupracuje s The Trevor Project a NOH8 Campaign.
Na konci června 2019 herečka oznámila, že čeká svého prvního potomka s televizním hercem Mattem Babelem. Matte Babel dodal, že je herečka v 6.měsíci těhotenství. Sama herečka přiznala, že v roce 2018 prodělala potrat a proto nechtěla oznámit tuto zprávu příliš.
Dne 20. října 2019 herečka porodila po dlouhém porodu dcerku kterou s partnerem Matte Babel pojmenovali Atlas Noa .
V roce 2022 herečka porodila druhou dceru, kterou pojmenovala Rome.

## Filmografie

### Film
| Rok  | Název                        | Role       | Poznámky                |
| ---- | ---------------------------- | ---------- | ----------------------- |
| 2008 | Cupid's Cafe                 | Allison    | krátkometrážní video    |
| 2010 | Verona                       | modelka    | krátkometrážní film     |
| 2012 | Just Yell Fire: Campus Life  | Samu sebe  | krátkometrážní dokument |
| 2014 | Immediately Afterlife        | Marissa    | krátkometrážní film     |
| 2016 | Dreamland                    | Nicole     |                         |
| 2016 | Svátek matek                 | Tina       |                         |
| 2017 | Logan Paul: Help Me Help You | přítelkyně | krátkometrážní film     |
| 2018 | Ve spárech ďábla             |            |                         |

### Televize
| Rok       | Název                         | Role                | Poznámky                                    |
| --------- | ----------------------------- | ------------------- | ------------------------------------------- |
| 2009      | Degrassi: The Next Generation | Modelka             | díl: „Up Where We Belong“                   |
| 2010–2017 | Prolhané krásky               | Emily Fields        | hlavní role, 160 dílů                       |
| 2010      | Aaron Stone                   | Irina Webber        | vedlejší role, 4 díly                       |
| 2010      | Rookie Blue                   | roztomilá dívka     | díl: „Tetovaný“                             |
| 2012      | Napálené celebrity            | Samu sebe           | díl: „Heather Morris“                       |
| 2012      | Glee                          | dívka v žluté bundě | díl: „Britney 2.0“                          |
| 2013      | Hey Tucker!                   | Shay                | 2 díly                                      |
| 2015      | Project Runway                | Samu sebe/porotce   | díl: „Fashion Week: Who's In and Who's Out“ |
| 2017      | Shay Mitchell: Chapters       | Samu sebe           |                                             |
| 2017      | King Bachelor's Pad           | Kráska              | díl: „Beauty and the Beast Trailer Parody“  |
| 2018      | Ty                            | Peach Salinger      | hlavní role (1. řada), 6 dílů               |
| 2019      | Almost Ready                  | Samu sebe           | Youtube seriál                              |
| 2019      | The Heiresses                 | —                   |                                             |
| 2019      | Dollface                      | Stella Cole         | hlavní role, 10 dílů                        |

| Rok  | Umělec     | Název               |
| ---- | ---------- | ------------------- |
| 2009 | Sean Paul  | „Hold My Hand“      |
| 2016 | Nick Jonas | „Under You“         |
| 2017 | Logan Paul | „'Help Me Help You“ |
| 2018 | Drake      | „In My Feelings     |

## Ocenění a nominace
| Rok  | Ocenění                | Kategorie                                                                     | Titul           | Výsledek  |
| ---- | ---------------------- | ----------------------------------------------------------------------------- | --------------- | --------- |
| 2011 | Young Hollywood Awards | Obsazení k sledování (společně s Troian Bellisario, Lucy Hale aAshley Benson) | Prolhané krásky | vítězství |
| 2011 | Youth Rock Award       | Nejlepší televizní herečka                                                    | Prolhané krásky | nominace  |
| 2014 | Teen Choice Awards     | Letní TV hvězda: žena                                                         | Prolhané krásky | nominace  |
| 2015 | MTV Fandom Awards      | Pár roku (se Sashou Pieterse)                                                 | Prolhané krásky | nominace  |
| 2015 | Teen Choice Awards     | Nejlepší televizní herečka: drama                                             | Prolhané krásky | nominace  |
| 2016 | Teen Choice Awards     | Letní TV hvězda: žena                                                         | Prolhané krásky | nominace  |
| 2016 | People's Choice Awards | Nejlepší herečka kabelové televize                                            | Prolhané krásky | nominace  |
| 2017 | Teen Choice Awards     | Nejlepší televizní herečka: drama                                             | Prolhané krásky | nominace  |
| 2017 | Teen Choice Awards     | Pár roku (se Sashou Pieterse)                                                 | Prolhané krásky | nominace  |
| 2018 | Teen Choice Awards     | Internetová hvězda: fashion/beauty                                            | Shay Mitchell   | nominace  |